# Hunze

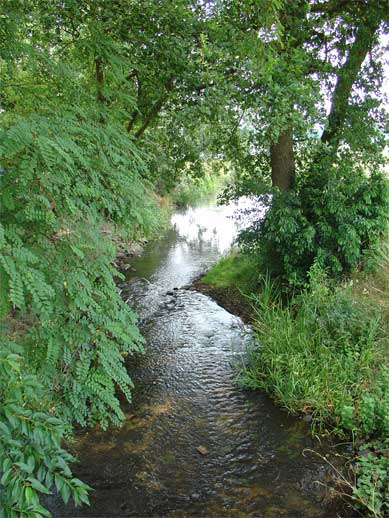
Das Voorste Diep bei Bronneger

Die Hunze ist ein kleiner Fluss der nordwärts durch die Provinzen Drenthe und Groningen in den Niederlanden fließt und einstmals in die Nordsee mündete, heute aber zur Ems hin entwässert.

## Verlauf
Die Hunze beginnt östlich von Gasselte, wo die Bäche Voorste Diep und Achterste Diep (kurz vor Zusammenfluss Groote Diep genannt) unter dem Namen (Hunze of) Oostermoerse vaart zusammenfließen. Sie durchquert dann das Zuidlaardermeer und kommt als Drentsche Diep heraus und mündet dann bei Waterhuizen in das Winschoterdiep, das in die Stadt Groningen führt. Trotz der Namensänderungen der letzten Jahrhunderte wird die Provinzhauptstadt auch weiterhin als „stad aan de Hunze“ bezeichnet.
Der weitere Abfluss hat sich im Lauf der Zeit mehrfach geändert: Bis ins hohe Mittelalter mündete die Hunze direkt in die Nordsee. Im Bereich dieser ehemaligen Mündung wurde dann aber das Kloster Nijenklooster gegründet, heute ein Gehöft in der Gemeinde De Marne. Bis ins 20. Jahrhundert floss sie dann in das Reitdiep. Dieses mündet in Zoutkamp in die Lauwers, die ab hier auch Zoutkamperril heißt, das ist der östliche Zufluss des Lauwers-Ästuars, früher Lauwerszee (d. h. ‚die Lauwers-See‘) genannt, seit der Abdeichung durch den Lauwersdam(m) 1969 Lauwersmeer, d. h. ‚der Lauwers-See‘.
In Groningen haben das Winschoterdiep und das Oude Winschoterdiep außer an das Reitdiep auch Anschluss an den Eemskanaal. Seit einigen Jahren wird der U-Ring aus Winschoterdiep und Eemskanaal vom zuständigen Wasserverband, der Waterschap Hunze en Aa's, in beiden Richtungen zur Emsmündung hin entwässert. So gehört die Hunze heutzutage künstlicherweise zum Flusssystem der Ems.

## Begradigung und Renaturierung
Die heutige Führung in zumeist schnurgeraden Kanälen des ehemaligen natürlichen und stark mäandernden Flusses der Hunze sind die Folge des Torfabbaus in der Provinz Groningen und der folgenden Ackerlandgewinnungen und seiner jeweils hierfür notwendigen Entwässerungen.
Seit einigen Jahren sind Bemühungen im Gange, dem Fluss in Teilen seinen ursprünglichen Lauf zurückzugeben. Im Südosten von Groningen, entlang des Euvelgunnerweg, wurde die Hunze bereits renaturiert. Dort entstand das Naturschutzgebiet Hunzezone.

## Name
Der Name Hunze soll einigen Quellen zufolge auf die germanische Bezeichnung „hun“ oder „hunaga“ („Honig“) für Morast oder (gelber) Schlammfluss zurückzuführen sein.
Das Einzugsgebiet der Hunze wird im Westen durch einen Geestrücken namens Hondsrug („Hunderücken“) begrenzt. Welcher Name da von welchem abgeleitet ist, ist unklar.